# Каменка (Думиничский район)
Ка́менка — деревня в Думиничском районе Калужской области России.

## История
Возможно, деревня Каменка образовалась ещё до основания в 1651 соседнего Дорогошанского Троицкого монастыря. Также есть версия, что в 1660-е годы там добывали камень для строительства монастырского храма, отсюда такое название. Впервые упоминается в 1682 как одна из деревень прихода Пятницкой церкви села Которь.
До 1764 — в собственности Дорогошанского монастыря, затем в казенном владении.
В Атласе Калужского наместничества 1782 г. рядом с д. Каменка, в трех верстах в сторону реки Которянки, указана деревня Малая Каменка. Но на картах 19 в. её уже нет.
В 1859 в Каменке было 195 крестьянских дворов, 325 жителей мужского и 389 — женского пола.
В начале 1920-х был организован Каменский сельский совет. В его состав входили Каменка, поселки Ботня, Бакрит, Чернозем. В каждом из этих населенных пунктов было организовано кустарное производство карпича. Каменский сельсовет существовал до 1954, затем был присоединен к Зимницкому.
Колхоз в Каменке назывался «Путь Ильича». В 1954 он вошел в состав совхоза «Зимницкий».

## Настоящее время
Постоянное население:
- 2007 год — 13 человек;
- 2012 год — 3 человека.

## Достопримечательности
В Каменке похоронен Герой Советского Союза Степан Игнатьевич Хирков (1902—1943), умерший в полевом госпитале 23 июля 1943 г.